# Adi Havewala
Adi Havewala (1917 — Bombaim, 31 de janeiro de 2001) foi um ciclista olímpico indiano. Havewala representou sua nação nos Jogos Olímpicos de Verão de 1948, em Londres, no evento perseguição por equipes.